# Coenosia pumilio
Coenosia pumilio är en tvåvingeart som beskrevs av Stein 1900. Coenosia pumilio ingår i släktet Coenosia och familjen husflugor. Inga underarter finns listade i Catalogue of Life.